# Semnoz
Semnoz (também chamado de Maciço de Semnoz) é uma montanha de altitude média (1.699 metros) ao longo de 16 km ao norte do Maciço de Bauges, do qual ela faz parte. Esta localizada entre Annecy e Allèves no departamento da Alta Saboia na região Rhône-Alpes.